# Närmare gränsen
Närmare gränsen är ett studioalbum av Peter LeMarc från 1988.
Singlar från albumet var "Sång för april", "Hemma vid ett hav", "Det finns inga mirakel" samt "Showen är över"/"Kort vals till min älskade".

## Låtlista
Musik och text av Peter LeMarc.
1. Öppet brev
2. Säg det!
3. Showen är över
4. Sång för april
5. För ett barn
6. Kort vals till min älskade
7. Hemma vid ett hav
8. Ett hjärta att minnas
9. Hjälp detta barn
10. Det finns inga mirakel
11. Närmare gränsen
12. Hemma vid ett hav (ballad)

### Anmärkning
Nr 12 var ett bonusspår som bara ingick i CD- och kassettbandsversionerna av albumet.

## Medverkande
- Peter LeMarc – sång
- Torbjörn Hedberg – klaviatur
- Claes von Heijne- piano
- Jonas Isacsson – gitarr
- Per Lindvall – trummor
- Sven Lindvall – bas
- Werner Modiggård – trummor
- Thomas Opava – slagverk
- Tony Thorén – bas; producent

## Listplaceringar
| Lista (1988) | Topplacering |
| ------------ | ------------ |
| Sverige      | 2            |